# Ron Williamson
Ronald "Ron" Keith Williamson (Ada, 3 februari 1953 - 4 december 2004) was een Amerikaanse honkballer die bekend werd door een justitiële dwaling, waardoor hij onschuldig bijna geëxecuteerd werd. Het betrof een veroordeling voor de moord op Debra Sue "Debbie" Carter, waarvoor uiteindelijk een zekere Glen Gore tot een levenslange gevangenisstraf werd veroordeeld.

## Jeugd en carrière
Williamson bleek talent voor honkbal te hebben en bracht daarom zijn middelbareschooltijd door op Asher High, een school in het dorpje Asher die bekendstond om zijn uitstekende honkbalteam. In zijn laatste jaar werd Williamson opgemerkt door de Oakland Athletics, in 1971 begon zijn honkbalcarrière in de Minor League. Hij ging nu op professioneel niveau spelen bij kleinere clubs die verbonden waren aan een van de grotere Major Leage clubs, in Williamsons geval de Athletics. In 1972 speelde Williamson bij de Coos Bay-North Bend A's, waar hij een slaggemiddelde van .265 haalde in 52 wedstrijden. Het jaar daarop speelde hij bij de Key West Conchs en haalde een slaggemiddelde van .137. Een blessure maakte een eind aan zijn carrière, hoewel hij in de seizoenen 1976-77 en 1979 nog voor de New York Yankees honkbalde. Uiteindelijk verlengden de Yankees Williamsons contract niet en was zijn honkbalcarrière voorbij.
Naast honkballen had Williamson een aantal baantjes, onder andere verzekeringsagent en kledingverkoper. Hij dronk echter steeds meer naarmate het duidelijk werd dat hij niet verder zou komen dan de Minor League. In 1972 ontmoette hij Patty O'Brien met wie hij in 1973 trouwde, maar in 1976 gingen de twee uit elkaar. Williamson trok weer in bij zijn moeder en bracht de tijd door met gitaarspelen. Hij vertoonde tekenen van een bipolaire stoornis en milde schizofrenie.

## Arrestatie en veroordeling
In 1982 werd in het stadje Ada de serveerster Debbie Carter dood aangetroffen. Zij werkte in een bar waar Williamson vaak kwam. Dit was niet de eerste moord en de politie stond onder grote druk om de dader te vinden. In 1987 werd Williamson met een kennis van hem, Dennis Fritz, voor deze moord gearresteerd. De politie kwam met mager bewijs op de proppen. Ze maakte gebruik van verklikkers in het huis van bewaring die in ruil voor strafvermindering belastende uitingen van Fritz en Williamson moesten proberen op te vangen. Ook maakte men gebruik van een zogenaamde "droombekentenis". Williamson vertelde dat hij over de moord had gedroomd waarna de verhoorders zijn verhaal stukje bij beetje "ombogen" tot een echte bekentenis, die op video werd opgenomen (zonder verwijzingen naar de droom). Williamson was te geestesziek om terecht te staan en belangrijke rechtsregels werden genegeerd. Fritz werd veroordeeld tot levenslange gevangenisstraf, Williamson tot de doodstraf. Hij werd meteen overgeplaatst naar de dodencellen in McAlister, Oklahoma.
In 1994, na zes jaar in de dodencellen, kreeg hij bericht dat hij op 27 september 1994 geëxecuteerd zou worden. Tijdens zijn "habeas corpus"-procedure werden de grove fouten in de veroordelingen van zowel Williamson als Fritz opgemerkt. Vijf dagen voor zijn geplande executie werd deze afgelast. Williamson en Fritz werden in 1999 op DNA-bewijs vrijgesproken. De bijna twaalf jaar in de gevangenis hadden een zware tol van Ron geëist. Zijn geestelijke en lichamelijke gezondheid waren zwaar achteruitgegaan en medische zorg was hem ontzegd. Als hij te veel lawaai maakte gaf men hem een pil en daarmee was de kous af.

## Na de vrijlating
Na de vrijlating bleef het Openbaar Ministerie dreigen Williamson en Fritz voor een tweede keer te arresteren, ondanks het feit dat dit in strijd zou zijn met het ne bis in idem-beginsel. Veel inwoners van Ada geloofden dat Williamson toch schuldig was en hij werd door hen met vijandigheid en wantrouwen bejegend. Williamson kon niet meer op zichzelf wonen of met geld omgaan en begon weer zwaar te drinken.
Williamson en Fritz begonnen een civiele procedure tegen onder andere de staat Oklahoma, de justitiële instellingen en de stad Ada. Deze procedure werd in 2003 geschikt voor een onbekend bedrag, waaraan de stad Ada $500,000 meebetaalde.
Uiteindelijk heeft Justitie met DNA-bewijs Glen Gore voor de moord op Carter veroordeeld tot een levenslange gevangenisstraf.

## Overlijden
In 2004 werd bij Williamson levercirrose gediagnosticeerd, mogelijk veroorzaakt door Williamsons drank- en drugsgebruik en de grote hoeveelheden kalmerende medicijnen die hij in de gevangenis toegediend kreeg om hem rustig te houden. Op 4 december 2004 overleed Williamson in een verpleegtehuis in Broken Arrow.

## John Grisham
De Amerikaanse schrijver John Grisham heeft het leven van Williamson en zijn justitiële dwaling beschreven in zijn boek The Innocent Man (De gevangene), uitgegeven in 2006. Het was zijn eerste non-fictiewerk en werd een bestseller.
- International Standard Name Identifier: 0000 0000 5563 7472
- Library of Congress Control Number: n2006051543
- Nationale Bibliotheek van Tsjechië: pna2007384028
- Nationale Bibliotheek van Israël: 987007425273205171
- Nederlandse Thesaurus van Auteursnamen: 297724274
- Virtual International Authority File: 11735736
- WorldCat: E39PBJdWWXyRBqqqwtTrTKvPwC